# Ángel Carvajal y Fernández de Córdoba
Ángel José Luis Carvajal y Fernández de Córdoba (Granada, 23 de desembre de 1841 - Madrid, 5 de maig de 1898), marquès de Sardoal i duc d'Abrantes, va ser un polític espanyol, alcalde de Madrid durant el Sexenni Democràtic i ministre de Foment durant el regnat d'Alfons XII.

## Biografia
Va néixer el 23 de desembre de 1841 en Granada.
Doctorat en dret per la Universitat Complutense de Madrid, va ser membre del Partit Demòcrata-Radical fundat per Manuel Ruiz Zorrilla. Escollit diputat del congrés en diverses legislatures entre 1867 i 1898 per les circumscripcions de Càceres, Granada, Murcia, Madrid i Segòvia, alcalde de Madrid dos cops en 1872 i 1874, president de la Diputació Provincial de Madrid i ministre de Foment entre octubre de 1883 i gener de 1884 en el gabinet del president José de Posada Herrera. Va morir el 5 de maig de 1898 a Madrid.